# Aïn Bouchekif
Ain Bouchekif là một đô thị thuộc tỉnh Tiaret, Algérie. Dân số thời điểm năm 2002 là 12.386 người.